# V1280 Scorpii
V1280 Scorpii (nejdříve označovaná jako Nova Scorpii 2007) je nova v souhvězdí Štíra objevená 4. února 2007 nezávisle na sobě dvěma japonskými astronomy Yukio Sakurajem a Yuji Nakamurou. Objev byl oznámen Mezinárodní astronomickou unií ještě v noci ze 4. na 5. února v cirkuláři č. 8803.
V době objevu byla její zdánlivá hvězdná velikost 9,9–9,4; největší jasnosti dosáhla 16. února, kdy její zdánlivá magnituda byla 3,9 a byla tak viditelná pouhým okem.
Její další pozorování je plánováno pomocí družic Chandra, Swift a INTEGRAL.